# Вирипаєво (Нижньогородська область)
Вирипаєво (рос. Вырыпаево) — присілок в Вачському районі Нижньогородської області Російської Федерації.
Населення становить 26 осіб. Входить до складу муніципального утворення Чулковська сільрада.

## Історія
Від 2009 року входить до складу муніципального утворення Чулковська сільрада.

## Населення
| 1859 | 1905 | 1926 | 1999 | 2002 | 2010 |
| ---- | ---- | ---- | ---- | ---- | ---- |
| 177  | →177 | ↗214 | ↘28  | ↘16  | ↗26  |